# Pehr Zetterberg

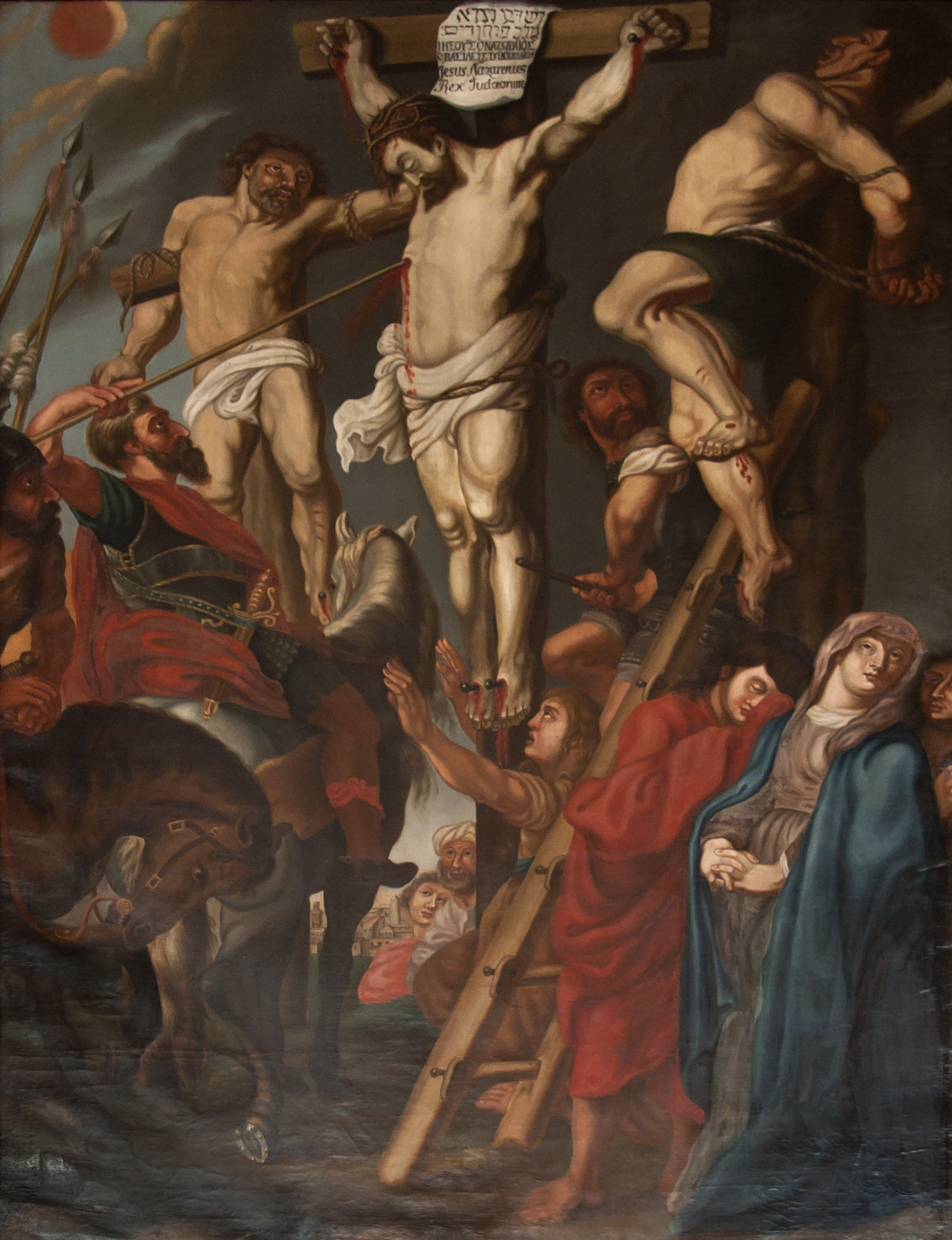
Kristus på korset i Örebro Sankt Nicolai.

Pehr Zetterberg var en svensk målare, verksam under senare delen av 1700-talet
Zetterberg utförde 1786 målningen Kristus på korset som han skänkte till Sankt Nicolai kyrka i Örebro. Man antar att han var bosatt och verksam i Kristinehamn.   